# Palazzo Poldi Pezzoli

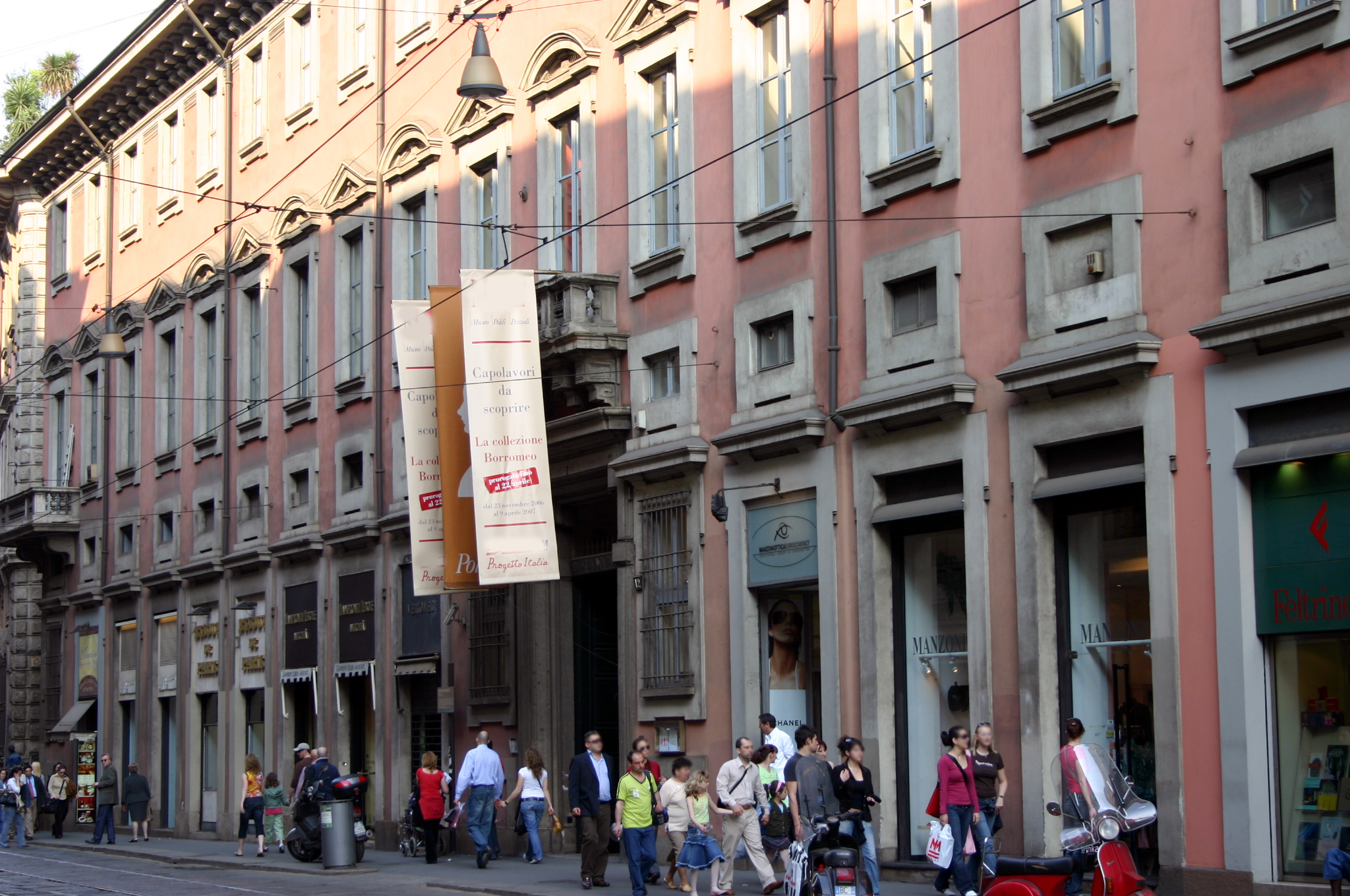
A Palazzo Poldi Pezzoli

A Palazzo Poldi Pezzoli (Via Manzoni 12.) egy 17. századi milánói palota.

## Leírása
A 17. században épült klasszicista stílusban Francesco Parravicini tervei alapján. 1878-ban az akkori tulajdonosa Gian Giacomo Poldi Pezzoli egy múzeumot nyitott benne saját magángyűjteményére alapozva. Végrendeletében a gyűjteményt a Brera-képtárra hagyta. Hét földszinti terme közül az előcsarnokban Poldi Pezzoli Francisco Hayez alkotta portréja látható. A Salone d'Affrescóban (Freskó-terem) csipkék, miseruhák, velencei tükrök, valamint oltárképek vannak kiállítva. A könyvtár több mint 3000, nagyrészt bibliofil kötetet és kéziratot tartalmaz. A fegyvertárban antik (görög, római, gall stb.) fegyvegyűjtemény látható. Lépcsőháza barokk kútjával és 18. századi tájképeivel, amelyek Alessandro Magnasco művei, igen tetszetős.
Tizenhárom emeleti termében festmények, szobrok és más műtárgyak találhatók. Mozetti, Botticelli, Borgogne és Cranach festményei mellett számos lombardiai, velencei és flamand festő műve van kiállítva. A szobrok között különösen értékes Canova Neipperg gróf portréja, valamint több reneszánsz bronzfigura. A múzeumban láthatók még értékes keleti szőnyegek, faragott bútorok, ékszerek, muranói üvegtárgyak, porcelántárgyak.

## Külső hivatkozások
- (olaszul) Hivatalos honlap